# Jiangning
Jiangning (江宁) est un ancien nom de Nankin (Nanjing), chef-lieu du Jiangsu. Aujourd’hui, il existe un district de Jiangning, qui dépend de la ville de Nankin.